# Ponera szentivanyi
Ponera szentivanyi är en myrart som beskrevs av Wilson 1957. Ponera szentivanyi ingår i släktet Ponera och familjen myror. Inga underarter finns listade i Catalogue of Life.